# Deriïvka
Deriïvka (in ucraino Деріївка?) è un sito archeologico situato nel villaggio omonimo dell'Oblast' di Kirovohrad, in Ucraina, sulla riva destra del Dnepr. Il sito risale al 4500-3500 a.C. circa ed è associato alla cultura di Srednij Stog.
Di particolare interesse sono le apparenti evidenze di case recintate. Due cimiteri sono associati al sito, uno del neolitico della cultura del Dnepr-Donec e uno dalla suddetta cultura di Srednij Stog, dell'età del rame. Il sito comprendeva tre abitazioni e sei focolari, ciascuno contenente centinaia di ossa di animali. Di tutte le ossa, circa il 75% apparteneva ad equini, probabilmente sfruttati dagli abitanti solo come alimento di base.
Questo sito è noto soprattutto perché i numerosi resti equini presenterebbero remote testimonianze della domesticazione del cavallo; tuttavia le datazioni al radiocarbonio eseguite nel 1997 su una sepoltura con cavallo hanno dimostrato che la sepoltura era intrusiva e databile ad un successivo momento di occupazione rispetto al resto del sito, il cavallo morì infatti intorno al 700-200 a.C..
Come parte del complesso Srednij Stog, si ritiene che il sito di Dereivka fu abitato da genti proto-indoeuropee, perlomeno secondo il tradizionale schema della teoria kurganica di Marija Gimbutas